# Lachenalia zeyheri
Lachenalia zeyheri är en sparrisväxtart som beskrevs av John Gilbert Baker. Lachenalia zeyheri ingår i släktet Lachenalia och familjen sparrisväxter. Inga underarter finns listade i Catalogue of Life.

## Bildgalleri

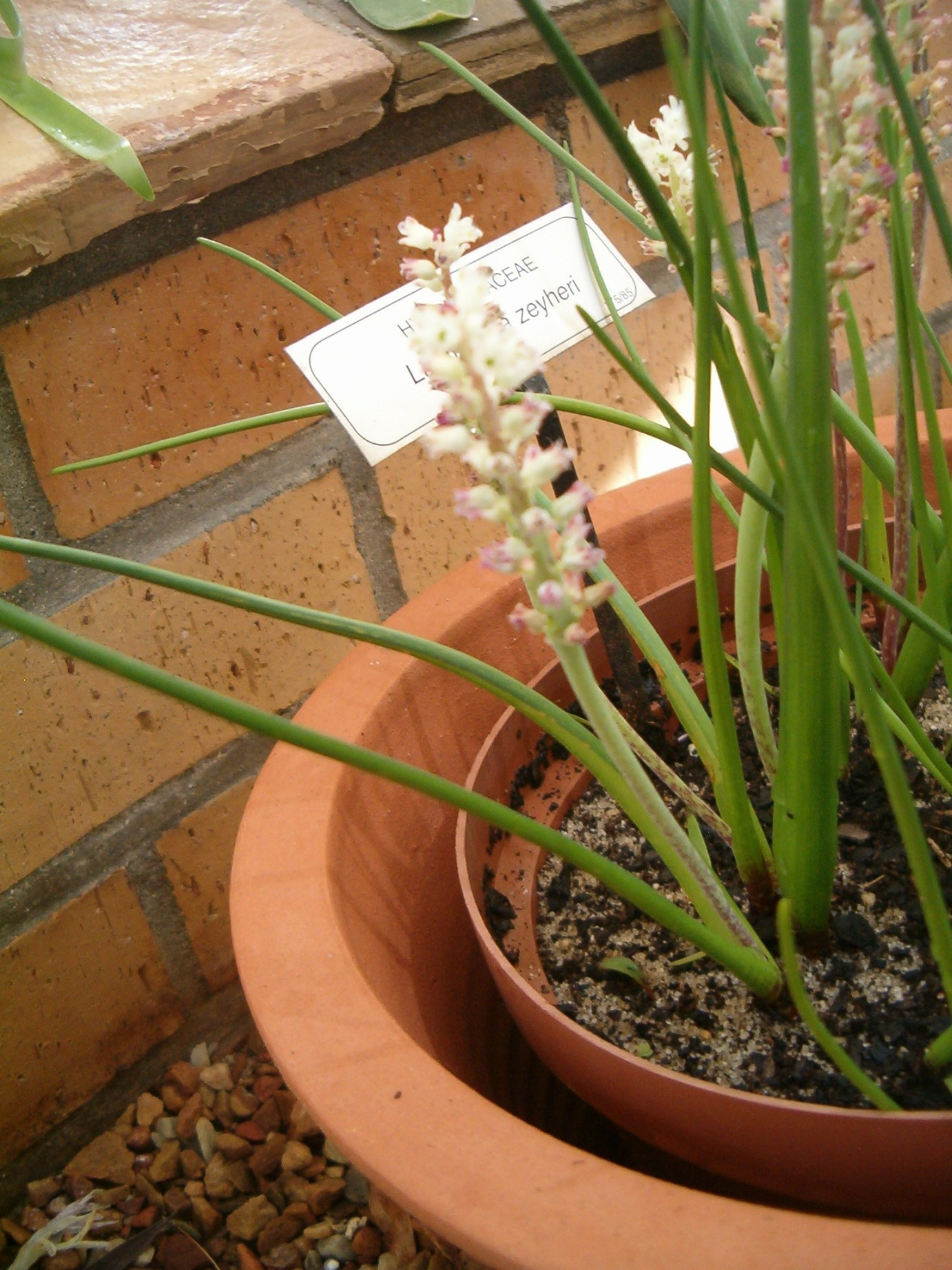